# Potamotrygon brachyura
Potamotrygon brachyura, denominada comúnmente raya de río de cola corta o chucho de río,  es una especie del género de peces de agua dulce Potamotrygon, de la familia Potamotrygonidae en el orden de los Myliobatiformes. Habita en ambientes acuáticos en Sudamérica cálida. La mayor longitud que alcanza ronda los 180 cm, pudiendo superar los 200 kg.

## Taxonomía
Esta especie fue descrita originalmente en el año 1880 por el ictiólogo Albert Günther.
Etimología
La etimología del término Potamotrygon viene del griego, donde potamos significa 'río', y trygon que significa 'raya picadora'.

## Distribución
Esta especie habita en el centro-este de América del Sur, en la cuenca del Plata, en el este de Bolivia, Brasil, Paraguay, Uruguay, y el noreste de la Argentina, llegando por el sur hasta el Río de la Plata superior, y por el norte hasta el río Cuiabá, en Brasil.

## Costumbres
Habita en el fondo limoso o arenoso de los ríos y arroyos, pasando fácilmente desapercibida gracias a su coloración críptica.

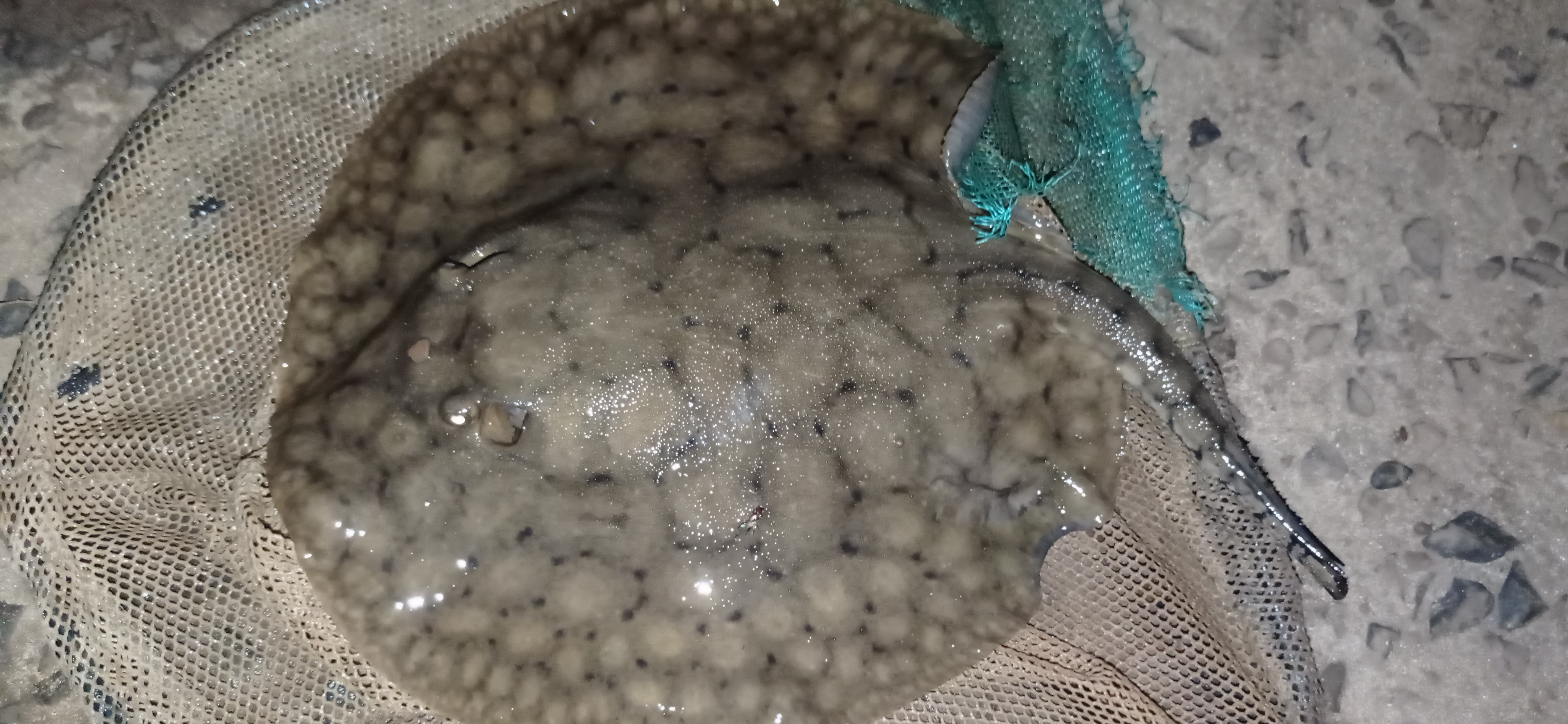
Potamotrygon brachyura juvenil

Como método de defensa, este pez está provisto de una fina y punzante espina situada sobre el dorso de la cola; cuando algún bañista accidentalmente la pisa, la raya arquea el cuerpo y su cola, para inmediatamente clavarle profundamente su aguijón en algún músculo de la pierna del desafortunado, lo que le producirá una herida ulcerante, de rebelde de curación. Por esta razón es un animal odiado y temido, empleando los pobladores ribereños técnicas para evitar los accidentes con este pez, la más común es azotar las aguas de un sector adecuado para el baño, empleando ramas o palos, con el objetivo de hacer huir a los posibles ejemplares que se encontrasen allí.
Se alimenta principalmente de otros peces a los que captura con la técnica del acecho, permaneciendo inmóvil y semienterrada a la espera del paso de alguna presa, la que será atacada por sorpresa.

## Conservación
Anteriormente era clasificado en la lista roja de especies amenazadas 2000 de la UICN en la categoría de datos insuficientes.